# Johanna Kurkela
Johanna Kurkela (* 10. dubna 1985, Lumijoki, Finsko) je finská zpěvačka známá také díky své účasti ve finském kole soutěže Eurovision Song Contest 2007. Její hudební kariéra začala o dva roky dříve vydáním debutového alba Hetki hiljaa. Po účasti v Eurovision Song Contest vydala své druhé album Marmoritaivas, kterého se ve Finsku prodalo přes 20 000 kopií a umístilo se na třetím místě ve finské hitparádě Suomen virallinen lista. Její další alba byla také úspěšná, Hyvästi, Dolores Haze z roku 2010 se dostalo na první příčku v Suomen virallinen lista a bylo oceněno zlatou deskou. Tu získala také alba Sudenmorsian (2012) a Joulun lauluja (2013). Prodeje kompilační desky Uneni kaunein – Parhaat 2005–2011 z roku 2011 se dostaly přes 20 000 kusů ve Finsku a Kurkela tak za kompilaci dostala platinovou desku.
Kurkela je od roku 2015 vdaná za finského hudebníka Tuomase Holopainena.

## Diskografie
- Hetki hiljaa (2005)
- Marmoritaivas (2007)
- Kauriin silmät (2008)
- Hyvästi, Dolores Haze (2010)
- Sudenmorsian (2012)
- Joulun lauluja (2013)
- Ingrid (2015)

Kompilační alba
- Uneni kaunein – Parhaat 2005–2011 (2011)